# تشارلز هنري ويب
تشارلز هنري ويب (بالإنجليزية: Charles Henry Webb)‏ هو كاتب وصحفي وشاعر أمريكي، ولد في 24 يناير 1834 في نيويورك في الولايات المتحدة، وتوفي في 24 مايو 1905 في نيويورك في الولايات المتحدة.